# Пол Гелліко
Пол Гелліко (англ. Paul Gallico, 26 липня 1897 — 15 липня 1976) — американський письменник та спортивний оглядач. Насамперед відомий як автор повісті «Білий гусак: Історія про Дюнкерк», романів «Томасина: Кішка, яка думала, що була богинею» та «Пригода "Посейдона"» (останній завдяки однойменній екранізації, яка здобула дві премії «Оскар»).

## Біографія
Народився 26 липня 1897 року в Нью-Йорку, США. Син італійського концертного піаніста Паоло Гелліко та його дружини-австрійки Гортензії Ерліх. Батьки мали надію, що син піде по стопах батька і стане музикантом, однак Пол більше цікавився спортом. 1921 року закінчив Колумбійський університет. Мав досить великий зріст — 1, 90 см (6 футів та 3 дюйми) та під час навчання у виші входив до університетської команди гребців.
Одружившись з Альвою Тейлор, дочкою колумніста в «Чикаго трибюн», 1922 року отримав можливість працювати в газеті «Нью-Йорк Дейлі Ньюс». Спочатку Гелліко змушували оглядати кінострічки, незважаючи на те, що він не любив фільми, але 1923 року його перевели до спортивного відділу, де йому, зрештою, вдалося здобути значне визнання серед своєї цільової аудиторії. Гелліко писав про те, як боксував з Джеком Демпсі, який послав його в нокаут, як грав у гольф з Боббі Джонсом, відбивав м'яча з бейсболістом Діззі Діном, плавав з Джонні Вайссмюллером, ганяв на автівках з Кліффом Бергере, здійснив фігурний політ з Аль Вільямсом та грав у теніс з Гелен Віллс. Своїми статтями насамперед намагався «вразити та захопити читача».
1932 року почав публікувати свої художні твори на сторінках журналів «Сетердей Івнінг Пост» та «Емерікан Мегезін». 1936 року покинув роботу в «Дейлі Ньюс» та повністю присвятив себе письменницькій діяльності. 1938 року світ побачила книга під назвою «Прощавай, спорт», яка наче вказує на те, що Гелліко відійшов від написання статей на спортивну тематику. 1941 року вийшла одна з його найвідоміших книг — повість «Білий гусак: Історія про Дюнкерк», яка розповідає про те, як білий гусак супроводжував човен, на якому евакуйовували солдат з Дюнкерка.
1944 року став військовим кореспондентом в журналі «Космополітан». Після війни переїхав до Англії, а згодом також проживав в Ліхтенштейні та Монако. Одружувався та розлучався чотири рази. Загалом за своє життя видав більше сорока книг та одинадцять сценаріїв. Любив домашніх тварин — вдома тримав німецького дога та двадцять три кішки. 1957 року світ побачив роман «Томасина: Кішка, яка думала, що була богинею», який розповідає про те, як кішка помирає від рук ветеринара, а потім повертається як привид, аби помститися. 1969 року вийшов трилер «Пригода "Посейдона"», який 1972 року успішно екранізували. Помер 17 липня 1976 року в Монако.

## Переклади українською
- Пол Гелліко. Томасіна. — Т. : Навчальна книга - Богдан, 2010. — 224 с. — ISBN 978-966-10-1010-8. Переклали Наталя Дьомова і Володимир Чернишенко
- Пол Гелліко. Томасина. — Х. : КМ-БУКС, 2016. — 336 с. — ISBN 978-617-7409-17-4. Переклав Анатолій Саган
- Пол Гелліко. Дженні. — Л. : Видавництво Старого Лева, 2021. — 384 с. — ISBN 978-617-679-586-5. Переклала Вікторія Зенгва

### Книги
- Farewell to Sport (1938) — «Прощавай, спорт»;
- The Adventures of Hiram Holliday (1939) — «Пригоди Гірам Голлідей»;
- Who Killed My Buddy (1939) — «Хто вбив мого другана»;
- The Secret Front (1940) [продовження до «Пригоди Гірам Голлідей»] — «Таємний фронт»;
- The Snow Goose (1941) — «Білий гусак: Історія про Дюнкерк»[en];
- Golf is a Friendly Game (1942) — «Гольф — дружня гра»;
- Lou Gehrig: Pride of the Yankees (1942) — «Лу Геріг: Гордість Янкі»;
- Selected Stories of Paul Gallico (1944) — «Вибрані розповіді Пола Гелліко»;
- The Lonely (1947) — «Самотній»;
- Confessions of a Story Writer (1948) — «Сповідь автора розповідей»;
- Jennie (1950) — «Дженні»;
- The Small Miracle (1951) — «Маленьке диво»;
- Trial by Terror (1952) — «Випробування жахами»;
- Snowflake (1952) — «Сніжинка»;
- The Foolish Immortals (1953) — «Дурні безсмертні»;
- Love of Seven Dolls (1954) — «Любов семи ляльок»;
- Ludmila (1955) — «Людмила»;
- Thomasina, the Cat Who Thought She Was God (1957) — «Томасина: Кішка, яка думала, що була богинею»;
- Flowers for Mrs. Harris (1958) — «Квіти для місіс Гарріс»[en];
- The Steadfast Man (1958), Біографія Св. Партика — «Строгий чоловік»;
- Too Many Ghosts (1959) — «Забагато привидів»;
- The Hurricane Story (1960) — «Розповідь про ураган»;
- Mrs. Harris goes to New York (1960) — «Місіс Гарріс їде до Нью-Йорка»;
- Confessions of a Story Teller (1961) — «Сповідь оповідача»;
- Scruffy (1962) — «Неохайний»;
- Coronation (1962) — «Коронація»;
- Love, Let Me Not Hunger (1963) — «Любове, не дав померти з голоду»;
- The Day the Guinea-Pig Talked (1963) — «День, коли заговорив хомячок»;
- Three Stories (1964) — «Три історії»;
- The Hand of Mary Constable (1964) [продовження до «Забагато привидів»] — «Рука Мері Констабл»;
- The Silent Miaow (1964) — «Тихе мяв»;
- The Day Jean-Pierre was Pignapped (1964) — «День викрадення Жана-П'єра»;
- Mrs. Harris, M.P. (1965) — «Місіс Гарріс, M.P.»;
- The Day Jean-Pierre Went Round the World (1965) — «День, коли Жан-П'єр вирушив у навколосвітню подорож»;
- The Golden People (1965) — «Золоті люди»;
- The Man who was Magic (1966) — «Людина, яка стала магією»;
- The Story of Silent Night (1967) — «Розповідь про Тиху Ніч»;
- The Revealing Eye (1967) — «Розкрите око»;
- Gallico Magic (1967) — «Магія Гелліко»;
- Manxmouse (1968) — «Мишеня Манкс»;
- The Poseidon Adventure  (1969) — «Пригода "Посейдона"»[en];
- The Day Jean-Pierre Joined the Circus (1969) — «День, коли Жан-П'єр долучився до цирку»;
- Matilda (1970) — «Матильда»;
- The Zoo Gang (1971) — «Зоопаркова банда»;
- Honourable Cat (1972) — «Почесна кішка» ;
- The Boy who invented the Bubble Gun (1974) — «Хлопчик, який винайшов бульбашковий пістолет»;
- Mrs. Harris goes to Moscow (1974) — «Місіс Гарріс їде до Москви»;
- Miracle in the Wilderness (1975) — «Диво у дикій природі»;
- Beyond the Poseidon Adventure (1978) — «Понад пригоди „Посейдона“»;
- The House that Wouldn't Go Away (1979) — «Будинок, якого не позбудешся»;
- The Best of Paul Gallico (1988) — «Найкраще Пола Гелліко».

### Екранізації

#### Кіно
- 1942 : «Гордість Янкі» / (Pride of the Yankees)
- 1952, Assignment — Paris!— «Завдання — Париж»[en]
- 1953, Lili, на основі роману «Любов семи ляльок» — «Лілі»
- 1964, The Three Lives of Thomasina, на основі «Томасина: Кішка, яка думала, що була богинею» (1957) — «Три життя Томасини»[en];
- 1971, The Snow Goose — «Білий гусак»[en];
- 1972 : Пригода «Посейдона» / (The Poseidon Adventure)
- 1972, Honorable Cat — «Благородний кіт»;
- 1978, Matilda — «Матильда»[en];
- 1979, Beyond the Poseidon Adventure —  Бранці «Посейдона»[en];
- 1991, Безумная Лори, на основі роману «Томасина» — «Божевільна Лорі»;
- 1992 : «Місіс Гарріс їде до Парижу» / (Mrs. 'Arris Goes to Paris)

#### Телебачення
- 1974, The Zoo Gang — «Зоопаркова банда»[en];
- 1978, A Fire In The Sky — «Вогонь у небі»[en];
- 1956–57, The Adventures of Hiram Holliday — «Пригоди Гірам Голлідей»[en];
- 1979, Tondemo Nezumi Daikatsuyaku: Manxmouse — «Легенда про Мишиня Манкс».